# Гранд Айл (окръг, Вермонт)
Окръг Гранд Айл (на английски: Grand Isle County) е окръг в щата Вермонт, Съединени американски щати. Площта му е 505 km², а населението – 6919 души (2016). Административен център е град Северен Хиро.